# Хёер, Каспер
Каспер Хёер Нильсен (дат. Casper Højer Nielsen; род. 20 ноября 1994, Копенгаген) — датский футболист, защитник клуба «Ризеспор».

## Клубная карьера
Хёер — воспитанник клубов «Скъёд» и «Копенгаген». В 2012 году он был включён в основной состав последних. Летом 2013 года для получения игровой практики Каспер на правах аренды перешёл в «Брёнсхёй». 28 июля в матче против «Силькеборга» он дебютировал в Первом дивизионе Дании. Летом 2014 года Хёер перешёл в «Люнгбю». 25 июля в матче против «АБ Гладсаксе» он дебютировал за новый клуб. 11 октября 2015 года в поединке против «Хельсингёра» Каспер забил вой первый гол за «Люнгбю». По итогам сезона он помог клубу выйти в элиту. 9 сентября 2016 года в матче против «Раннерс» он дебютировал в датской Суперлиге.
В начале 2018 года Хёер перешёл в «Орхус». 12 февраля в матче против «Хобро» он дебютировал за новый клуб. 16 сентября в поединке против «Хорсенс» Каспер забил вой первый гол за «Орхус».
Летом 2021 года Хёер перешёл в пражскую «Спарту». 24 июля в матче против «Сигмы» он дебютировал в Гамбринус лиге. 14 августа в поединке против «Сигмы» Каспер забил свой первый гол за «Спарту». 
10 сентября 2023 года футболист подписал трехлетний контракт с турецким клубом «Ризеспор».